# Poklad (film, 2024)
Poklad je česká dobrodružná filmová komedie z roku 2024 režírovaná Rudolfem Havlíkem. Film měl v Česku premiéru 24. října 2024. V hlavních rolích se představili Veronika Khek Kubařová a Jiří Langmajer.

## Obsazení
| Veronika Khek Kubařová | Julie |
| Jiří Langmajer         | Karel |
| Kateřina Marie Fialová |       |

## Produkce
Natáčení probíhalo zejména na ostrově Bali a řada scén se natáčela v místních vodách. U podvodních scén někteří z účastníků museli podstoupit i oficiální potápěčský kurz.